# Ankyropetalum reuteri
Ankyropetalum reuteri là loài thực vật có hoa thuộc họ Cẩm chướng. Loài này được Boiss. & Hausskn. mô tả khoa học đầu tiên năm 1867.